# 마르틴 발스트룀
마르틴 발스트룀(Martin Wallström, 1983년 7월 7일 ~ )은 스웨덴의 배우, 텔레비전 배우이다.
우데발라에서 태어났다.

## 방송
- 미스터 로봇 시즌4
- 미스터 로봇 시즌3
- 미스터 로봇 시즌2
- 미스터 로봇

## 영화
- 화이트 힐 (2018년)
- 페럴렐 (2018년)
- 미스터 로봇 시즌2 (2016년)
- 에고 (2013년)
- 리메이크 (2013년)
- 스톡홀름 스토리 (2013년)
- 이지머니 3 (2013년)
- 심플 사이먼 (2010년) - 샘 역
- 비포 더 스톰 (2000년)